# نعمه (لامرد)
نعمه (لامرد)، روستایی از توابع بخش چاهورز شهرستان لامرد در استان فارس ایران است.

## جمعیت
این روستا در بخش چاهورز قرار دارد و براساس سرشماری محلی، جمعیت آن در حدود ۲۵۰ نفر (۱۱۰ خانوار) بوده‌است.